# Падилья, Рауль
Рау́ль Пади́лья «Чо́форо» (исп. Raúl Padilla «Chóforo», полное имя — Фелипе Рауль Падилья Инклан исп. Felipe Raúl Padilla Inclán; 2 мая 1940, Мехико — 24 мая 2013, там же) — мексиканский актёр-комик, сын мексиканского актёра-комика Рауля «Чато» Падилья.

## Биография
Родился в семье известного комика Рауля «Чато» Падильи и актрисы Лилия Инклан. Сын Рауль должен был продолжить комическую династию Падилья-Инклан, но вместо уточнения «Старший» и «Младший», отец Рауля, «Чато» предложил придумать себе сценический псевдоним, чтобы телезрители не путали отца и сына. Падилья-младший взял себе псевдоним «Чофоро» и спустя какое-то время обогнал своего отца по популярности. Падилья-младший является также двоюродным братом мексиканского актёра-комика Рафаэля Инклана (1941), снявшегося вместе в некоторых сериалах, одним из которых является сериал «Просто Мария», который принёс популярность обоим.
Скончался в Мехико 24 мая 2013 года от почечной недостаточности.

## Фильмография

### Теленовеллы телекомпанииTelevisa
- 1970 — Чёрные ангелы — Дон Ромуальдо
- 1975 — Пойдём вместе — эпизод
- 1978 — Вивиана…. Эрнесто
- 1989 — Просто Мария…. Рене (дубляж — Владислав Ковальков)
- 1992 — Мария Мерседес…. Чупес
- 1995 — Мария из предместья…. Урбано
- 1996 — Моя дорогая Исабель…. эпизод
- 1997 — Эсмеральда…. Тролебус
- 1998 — Драгоценная…. Либальдо
- 1999 — Мятежная душа — Наркисо
- 1999 — Росалинда…. Бонифасио
- 2000 — Личико ангела — Паскуаль Уэрта
- 2002 — Да здравствуют дети — Фелипе
- 2004 — Малышка Эми — Херонимо
- 2004 — Весёлая больница — инспектор
- 2005 — Сны и карамели — Гонсало
- 2006 — Самая прекрасная дурнушка — Рамиро Латело
- 2007 — Любовь без грима…. эпизод
- 2007 — Чистая любовь — Креспин
- 2008 — Роза Гваделупе — Бартоло
- 2008 — Удар в сердце — дон Сесар
- 2009 — Помешанные на любви — Эпизод
- 2009 — Братья-детективы — Энсаргадо де ла Морке
- 2010 — Я твоя хозяйка…. падре Вентура
- 2012 — Убежище для любви — дон Серапио

### Сериалы с двумя и более сезонами
- 1985 — Женщина. Случаи из реальной жизни (1985—2007) — 14 сезонов (2001—2006)
- 2006 — Соседи (3 сезона по 35 серий в двух первых сезонах и 36 серий в последнем сезоне)…. эпизод
- 2007 — Пантера (3 сезона по 44 серии в каждом сезоне)…. Томас «Горда кон Чиле»

### Фильмы
- 1985 — Мы приходим, устраиваем беспорядок и уходим — Эпизод

## Награды и премии

### ПремияTVyNovelas
- 1993 — Мария Мерседес — категория лучший актёр второго плана — победитель